# 磯崎康彦
磯崎 康彦（いそざき やすひこ、1941年12月14日- ）は、日本の美術史家。福島大学名誉教授。近世日本の蘭画を専門とした。

## 来歴
神奈川県生まれ。横浜国立大学教育学部美術科卒、東京芸術大学大学院修士課程修了。オランダ政府給費生としてアムステルダム自由大学に学び、福島大学教授となる。ハイデルベルク大学客員教授、ベルリン大学客員研究員を歴任。福島大学教授退任後は同大学名誉教授となる。
2007年、「江戸時代の蘭画と蘭書 近世日蘭比較美術史」で東京芸術大学より博士（美術）。

## 著書
- 『亜欧堂田善の研究』（雄松堂書店、1980年）
- 『ライレッセの大絵画本と近世日本洋風画家』（雄山閣出版、1983年）
- 『ほとばしる生命の光 明暗の画家レンブラント』（岩崎少年文庫、1984年）
- 『松前藩の画人と近世絵画史 蠣崎波響と熊坂適山・蘭斎兄弟』（雄山閣出版、1986年）
- 『福島画人伝』（歴史春秋出版、1991年）
- 『江戸時代の蘭画と蘭書 近世日蘭比較美術史』（ゆまに書房、2004 - 2005年）
- 『松平定信の生涯と芸術』（ゆまに書房、2010年）
- 『佐藤朝山と近代彫刻論』（玲風書房 2012年）
- 『亜欧堂田善の生涯と蘭学』（玲風書房 2015年）

## 共著
- 東京美術学校の歴史 （吉田千鶴子共著、日本文教出版、1977年7月）

## 翻訳
- クラウス・コルドン『潮風にふかれて ジルケはじめての航海』（さ・え・ら書房、1989年4月）

## 参考
- 松平定信の生涯と芸術 - 紀伊國屋書店BookWeb